# Batăr, Bihor
Batăr (colocvial Bátor) este satul de reședință al comunei cu același nume din județul Bihor, Crișana, România.

## Generalități
Localitatea Batăr este situată în sud-vestul județului, în apropiere de granița cu Ungaria. Satul s-a dezvoltat dealungul râului Crișul Negru și este alcătuită din satele: Batăr, Arpășel, Talpoș și Tăut. 
Localitatea se întinde într-o zonă de câmpie (Câmpia Crișurilor), propice cultivării cerealelor. Muncile agricole se desfașoară extensiv, pe miile de hectare fertile. Locuitorii se ocupă preponderent cu agricultura, iar o parte lucrează în industria de panificație sau în cea textilă din orașul învecinat, Salonta. 
Drumurile publice sunt în majoritate asfaltate, pe parcusul străzii principale aflându-se o benzinărie.
Din anii 2005-2006 satul beneficiază de o acoperire mai bună a semnalului radio prin amplasarea a 2 relee de telefonie mobilă.
În satul Batăr funcționează o școală ce beneficiază de un laborator modern de informatică (cu conexiune la internet).
Printre îmbunătățirile condițiilor si dotărilor edilitare se numără înființarea unui spațiu comercial (piața) cu funcționare săptămânală (sâmbătă), restructurarea sistemului de iluminare și introducerea unui serviciu de salubrizare.

## Obiective turistice
- Castelul Iacob
- Castelul Arpád
- Biserica din Batăr
- Biserica turcească din Tăut